# Singapore Flyer
A Singapore Flyer, em Singapura, é a segunda maior roda-gigante do mundo.
A Singapore Flyer (em chinês: 新加坡摩天观景轮) é uma roda-gigante de observação localizada em Singapura. A cápsula final foi instalada no dia 2 de outubro de 2007, a roda de observação iniciou sua rotação em 11 de fevereiro de 2008 e foi aberta oficialmente ao público no dia 1 de março de 2008. O preço dos tickets para as 3 primeiras noites foram vendidos a S$ 8,888 dólares singapuranos (US$6,271). A grande abertura ocorreu no dia 15 de abril de 2008.
Atingindo 42 andares de altura, a Flyer compreende a um círculo de 150 metros de diâmetro, dando-lhe uma altura total de 165 metros. Ela é 5 metros mais alta que a Estrela de Nanchang e 30 metros a mais que a London Eye. Cada uma das 28 cápsulas com ar-condicionado é capaz de transportar 28 passageiros cada, e uma rotação completa da roda demora aproximadamente 30 minutos.